# درنک‌پازاری
درنک‌پازاری (به ترکی استانبولی: Dernekpazarı) یک منطقهٔ مسکونی در ترکیه است که در استان ترابزون واقع شده‌است.